# Municipio de Norwalk (Ohio)
El municipio de Norwalk (en inglés: Norwalk Township) es un municipio ubicado en el condado de Huron en el estado estadounidense de Ohio. En el año 2010 tenía una población de 3591 habitantes y una densidad de población de 78,38 personas por km².

## Geografía
El municipio de Norwalk se encuentra ubicado en las coordenadas 41°15′12″N 82°34′32″O / 41.25333, -82.57556. Según la Oficina del Censo de los Estados Unidos, el municipio tiene una superficie total de 45.82 km², de la cual 45,59 km² corresponden a tierra firme y (0,49 %) 0,23 km² es agua.

## Demografía
Según el censo de 2010, había 3591 personas residiendo en el municipio de Norwalk. La densidad de población era de 78,38 hab./km². De los 3591 habitantes, el municipio de Norwalk estaba compuesto por el 96,32 % blancos, el 0,42 % eran afroamericanos, el 0,56 % eran amerindios, el 0,25 % eran asiáticos, el 1,28 % eran de otras razas y el 1,17 % eran de una mezcla de razas. Del total de la población el 3,7 % eran hispanos o latinos de cualquier raza.